# Shawn Martin
Shawn Hasani Martin Henríquez (Managua, 15 febbraio 1987) è un calciatore salvadoregno, di ruolo centrocampista.